# Gasquet
Gasquet – jednostka osadnicza w Stanach Zjednoczonych, w stanie Kalifornia, w hrabstwie Del Norte.